# Gonomyia (Leiponeura) ekiti
Gonomyia (Leiponeura) ekiti is een tweevleugelige uit de familie steltmuggen (Limoniidae). De soort komt voor in het Afrotropisch gebied.